# 上海恆產株式會社
上海恆產株式會社（中文名上海恆產股份有限公司），是抗日戰爭時期，日本佔領軍在上海設立的公司，也是中支那振興的子公司之一，成立于1938年9月10日。中支那振兴与中华民国维新政府各出资1000万日元，整个公司不受中国政府的监督。該公司的主要業務是日本佔領時期上海市的都市開發，而且參與了大上海都市建設計畫。